# Hugo Jacob
Hugo Jacob (* 28. Juni 1883 in Unterloquitz; † 26. April 1949 bei Stiebritz) war ein deutscher Lehrer, Oberlehrer und Heimatforscher in Thüringen.

## Leben
Als Sohn eines Eisenbahnangestellten besuchte Jacob von 1898 bis 1904 das Lehrerseminar in Weimar. Anschließend wurde er in Kospoda angestellt und 1907 nach Stiebritz versetzt. Dort übte er, unterbrochen durch einen Militärdienst 1915/16, bis 1944 den Dienst als Lehrer und Oberlehrer für die Dörfer Stiebritz und Hainichen aus. Darüber hinaus engagierte sich Jacob im gesamten kulturellen Leben seiner Gemeinden, so als Gründer und Leiter eines Gesangsvereins, als Organisator von Theateraufführungen und -fahrten nach Weimar, als Rechnungs- und Schriftführer der politischen und kirchlichen Gemeinden oder in der Erwachsenenbildung für Heimatgeschichte. Jacob war leidenschaftlicher Maler, Zeichner und Fotograf. Zugleich galt sein Interesse der Sammlung regionalgeschichtlicher Quellen und Handschriften. Aus seiner 1909 geschlossenen Ehe mit der Tochter des Stiebritzer Bürgermeisters Rosenhain gingen zwei Kinder hervor.
Zur Zeit der Weimarer Republik war Jacob in der Organisation des Landbundes tätig. Am 2. Mai 1937 beantragte er die Aufnahme in die NSDAP und wurde rückwirkend zum 1. Mai desselben Jahres aufgenommen (Mitgliedsnummer 5.488.394). Im Herbst 1945 wurde er auf Anordnung der Sowjetischen Militäradministration aus dem Schuldienst entlassen.

## Werk
Hugo Jacob verfasste zahlreiche Schriften über die Geschichte der Dörfer Stiebritz und Hainichen, die Regionalgeschichte nördlich von Jena, die Flurnamenkunde oder über historische Handschriften der Region. Ein Großteil seines Werkes ist jedoch unveröffentlicht. Sein Nachlass befindet sich derzeit in Privatbesitz.
Schriften von Hugo Jacob:
- Heimatglocken – Evangelisches Gemeindeblatt für Hainichen, Stiebritz, Zimmern, Hrsg. Pfarrer der Diözese Apolda, 1913–1940 (darin in loser Folge verschiedene Beiträge zu Ortsgeschichte und Zeitgeschehen)
- Chronik von Stiebritz – Eine Dorfgeschichte aus der Heimat, ohne Jahr, abgedruckt in: M. Rode: 850 Stiebritz (1156–2006). Eine Chronik zum 850-jährigen Ortsjubiläum, Stiebritz 2006, S. 41–46
- Ein Dornburger Wächterverzeichnis vom Jahre 1680, in: … Nr. 6/7 (1930)
- Alte Bauernnamen aus dem ehemaligen Amte Dornburg, ebenda, nach 1930
- Hainichen als Geburtsort Anselms von Feuerbach, in: Der Thüringer Bauernspiegel, Bd. 9 (1932), S. 171–173
- Ein Grenz- und Triftstreit zwischen Stiebritz und Hainichen im Jahre 1560, in: Der Thüringer Bauernspiegel, 1932, S. 271–276
- Gustav Adolf in Erfurt..., ebenda, 1933, S. 57
- Die älteste bisher bekannte bildliche Darstellung des Kirchspiels Hainichen bei Dornburg und ihre Geschichte, in: Das Thüringer Fähnlein, 7. Jg. (1938), S. 162–165
- Eine bisher unbekannte Erfurter und Thüringer handschriftliche Chronik aus der Zeit des Dreißigjährigen Krieges, in: Das Thüringer Fähnlein, 7. Jg. (1938), S. 185–187
- Ein Erfurter Familienschicksal in der Zeit des Dreißigjährigen Krieges, in: Die Thüringer Sippe, 5. Jg. (1938), S. 98–108
- Ein Dornburger Torturprotokoll aus dem Jahre 1702, in: Das Thüringer Fähnlein, 8. Jg. (1939), S. 391ff.
- Schulchronik Stiebritz, Manuskript, Stiebritz 1946

Schriften über Hugo Jacob:
- M. Rode: Der Oberlehrer Hugo Jacob – Ein bedeutsamer Lehrer und Geschichtsforscher unseres Ortes, in: Derselbe: 850 Stiebritz (1156–2006). Eine Chronik zum 850-jährigen Ortsjubiläum, Stiebritz 2006, S. 36–41
- R. Hergt: Ortsjubiläum des Oberlehrers Jacob, in Derselbe: Stiebritzer Kalenderblätter. Ein heimatgeschichtliches Lesebuch, Stiebritz 2009, Bd. 2, S. 213–214
- R. Hergt: Entlassung aus dem Schuldienst, ebenda, S. 335–336
- R. Hergt: Stiebritz und die Erfurter Chronik des Hans Krafft, ebenda, S. 287–288 (siehe auch: Hans Krafft (1589–1665): „Chronik aus dem Dreißigjährigen Krieg“)